# Gênero textual
Gênero (português brasileiro) ou género (português europeu) textual, um conceito diferente de gênero literário, se refere a um número abundante de textos orais e escritos que se caracterizam por sua estrutura e função comunicativa. Os gêneros textuais são compostos por um ou mais tipos textuais, tendo geralmente um tipo textual predominante. São exemplos de gêneros textuais: o romance, o artigo de opinião, a notícia, a receita culinária, o diário, a bula de remédio, o debate, o anúncio publicitário, a dissertação argumentativa, a crônica, a palestra, o cardápio, o seminário, entre outros.

## Gêneros orais e escritos
Os gêneros textuais são inúmeros e surgem quando, em um dado contexto social, uma nova função comunicativa é exercida. Os gêneros textuais, por isso, podem ser tanto da modalidade oral quanto da modalidade escrita, a depender do suporte textual em que se materializam. No geral, os gêneros textuais possuem um ou mais tipos textuais, mas apresentam um tipo textual predominante:  
| Gênero textual | Tipo textual predominante |
| --- | ------------------------- |
| Anedota, apólogo, ata, autobiografia, biografia, conto, conto de fadas, conto maravilhoso, crônica, diálogo, epopeia, fábula, filme, lenda, mito, notícia, novela, parábola, peça de teatro, piada, relato pessoal, resumo de telenovela, romance, série televisiva, sinopse de filme, telenovela           | Narrativo                 |
| Agenda, anúncio classificado, anúncio de evento, cardápio, cartão de visita, comunicado, convite, cronograma, currículo, declaração, ficha técnica, folheto, formulário, fotolegenda, gráfico, guia de viagem, laudo técnico, lista de compras, planilha, nota fiscal, ordem de serviço, rótulo, tabela     | Descritivo                |
| Artigo de curiosidades, artigo de divulgação científica, artigo de enciclopédia, aula, capítulo de livro didático, dissertação expositiva, documentário expositivo, entrevista de especialista, glossário, infográfico, material didático, palestra, reportagem educativa, seminário, verbete de dicionário | Expositivo                |
| Artigo científico, artigo de opinião, assembleia, carta aberta, carta argumentativa, carta de solicitação, carta do leitor, debate, discurso político, dissertação argumentativa, editorial, ensaio, manifesto, monografia, nota de esclarecimento, resenha crítica, resposta discursiva, sermão, tese      | Argumentativo             |
| Anúncio publicitário, bula de remédio, contrato, decreto, edital, enunciado de questões, estatuto, horóscopo, lei, manual de instruções, oração religiosa, petição, profecia, propaganda, receita culinária, receita médica, regras de jogo, regulamento, regimento interno, requerimento, tutorial         | Injuntivo                 |